# Anagyrus arambourgi
Anagyrus arambourgi är en stekelart som beskrevs av Jean Risbec 1955. Anagyrus arambourgi ingår i släktet Anagyrus och familjen sköldlussteklar.
Artens utbredningsområde är Kenya. Inga underarter finns listade i Catalogue of Life.